# Coptomia striatopunctata
Coptomia striatopunctata är en skalbaggsart som beskrevs av Pouillaude 1915. Coptomia striatopunctata ingår i släktet Coptomia och familjen Cetoniidae. Inga underarter finns listade i Catalogue of Life.